# Freziera caesariata
Espèce
Freziera caesariata est une espèce de plantes à fleurs de la famille des Pentaphylacaceae.